# Cascallá
Cascallá (llamada oficialmente Santa María de Cascallá) es una parroquia y una aldea española del municipio de Becerreá, en la provincia de Lugo, Galicia.

## Organización territorial
La parroquia está formada por siete entidades de población:
- Areal (O Areal)
- Campo de Árbol (Campo de Árbore)
- Cascallá
- Curro
- Lagúa (A Lagúa)
- Nantín
- Todón

## Demografía

### Parroquia
| Gráfica de evolución demográfica de Cascallá (parroquia) entre 2000 y 2019 |
|                                                                            |
| Datos según el nomenclátor publicado por el INE.                           |

### Aldea
| Gráfica de evolución demográfica de Cascallá (aldea) entre 2000 y 2019 |
|                                                                        |
| Datos según el nomenclátor publicado por el INE.                       |